# 2490 Bussolini
2490 Bussolini eller 1976 AG är en asteroid i huvudbältet som upptäcktes den 3 januari 1976 av Félix Aguilar-observatoriet. Den är uppkallad efter astronomen Juan Bussolini.
Asteroiden har en diameter på ungefär 11 kilometer och den tillhör asteroidgruppen Eunomia.